# 1303 Luthera
1303 Luthera je asteroid v glavnem asteroidnem pasu. 

## Odkritje
Asteroid je 16. marca 1928 odkril A. Schwassmann (1870–1964). Poimenovan je po Karlu Theodorju Robertu Lutherju.

## Lastnosti
Asteroid Luthera obkroži Sonce v 5,78 letih. Njegova tirnica ima izsrednost 0,113, nagnjena pa je za 19,498° proti ekliptiki. Njegov premer je 85,45 km.